# Velika nagrada San Sebastiána
Velika nagrada San Sebastiána je bila dirka za Veliko nagrado, ki je med sezonama 1923 in 1930 potekala na dirkališču Circuito Lasarte v Lasarta. Najuspešnejši dirkač na tej dirki je Louis Chiron z dvema zmagama, ki je dosegel tudi dve od treh tukajšnjih zmag Bugattija.

## Zmagovalci
| Leto | Zmagovalec              | Moštvo         | Dirkališče | Poročilo |
| ---- | ----------------------- | -------------- | ---------- | -------- |
| 1930 | Achille Varzi           | Maserati       | Lasarte    | Poročilo |
| 1929 | Louis Chiron            | Bugatti        | Lasarte    | Poročilo |
| 1928 | Louis Chiron            | Bugatti        | Lasarte    | Poročilo |
| 1927 | Emilio Materassi        | Alfa Romeo     | Lasarte    | Poročilo |
| 1926 | Jules Goux              | Bugatti        | Lasarte    | Poročilo |
| 1925 | Albert Divo André Morel | Delage         | Lasarte    | Poročilo |
| 1924 | Henry Segrave           | Sunbeam        | Lasarte    | Poročilo |
| 1923 | Albert Guyot            | Rolland-Pilain | Lasarte    | Poročilo |